# Samuel Fritz
Samuel Fritz (9 d'abril de 1654, Trutnov, Bohèmia - † 20 de març de 1723, Jeberos) fou un missioner i cartògraf jesuïta de nacionalitat txeca i d'origen alemany. Explorà la conca del riu Amazones.

## Biografia
Va entrar a la Companyia de Jesús el 1684. Es dedicà a l'estudi de les matemàtiques, geodèsia i topografia. Destinat a les missions jesuïtes del riu Marañón, Fritz passà per Quito el 1685, i el 1686 arribà ja a les terres dels indis omaguas.
Fundà 38 pobles o reduccions d'indis, entre elles Nuestra Señora de las Nieves de Yurimaguas. L'Audiència de Quito li sol·licità ajuda per elaborar un mapa detallat dels rius amazònics. Per això feu un viatge pel riu Amazones fins a Belém a la recerca d'atenció mèdica, mentre cartografiava en gran detall el curs d'aquest riu, però fou detingut pel governador portuguès entre el 1689 i el 1691, acusant-lo de ser un espia al servei d'Espanya; fou alliberat gràcies al reclam fet davant del Consell d'Índies i per autorització del rei de Portugal.
Viatjà a Lima, al Virregnat del Perú per presentar-hi un valuós informe al virrei comte de la Monclova Melchor Portocarrero Lasso de la Vega, a qui també donà un mapa que havia fet durant el viatge pel riu Amazones.
De tornada a les seves missions el 1693, seguint el curs del riu Marañón, comprovà que el riu Amazones naixia a la llacuna Lauricocha; tot i que sense cap equipament científic per a aquesta tasca, i enmig de les dificultats que suposava ser missioner, Fritz aconseguí elaborar un mapa detallat i fidedigne basat en les seves observacions de primera mà, aquest treball continuà essent durant diverses dècades una de les fonts més idònies per al coneixement geogràfic del riu Amazones i els seus afluents, com el Marañón. Nomenat superior de la missió del Marañón fixà la seva residència a Lagunas, i va morir a la missió de Jeberos el 1725.
El seu mapa del riu Amazones fou publicat a Quito el 1707.